# 807 Ceraskia
807 Ceraskia eller 1915 WY är en asteroid i huvudbältet, som upptäcktes 18 april 1915 av den tyske astronomen Max Wolf. Den är uppkallad efter den ryske astronomen Vitold Ceraski.
Asteroiden har en diameter på ungefär 13 kilometer och den tillhör asteroidgruppen Eos.